# Barberino Tavarnelle
Barberino Tavarnelle és un comune (municipi) de la ciutat metropolitana de Florència, a la regió italiana de la Toscana, situat uns 30 km al sud de Florència. És el resultat de la fusió dels municipis de Tavarnelle Val di Pesa (l'actual capital municipal) i Barberino Val d'Elsa amb data 1 de gener del 2019, formant el nou municipi de Barberino Tavarnelle.
Comprèn un conjunt de localitats rurals ubicades uns 20 km al sud de la ciutat de Florència, al voltant de la carretera que porta de Florència a Siena.